# Owensite
L'owensite è un minerale appartenente al gruppo della djerfisherite.